# زن (فیلم ۱۹۸۵)
زن (انگلیسی: Women) یک فیلم است که در سال ۱۹۸۵ منتشر شد. از بازیگران آن می‌توان به چو یون فات اشاره کرد.